# Línea 509 (Santiago de Chile)
La Línea 509 de Red (anteriormente llamado Transantiago) une la Maipú con el sector centro de Santiago, recorriendo toda la Avenida 5 de Abril.
El 509 es uno de los recorridos principales del sector poniente de Maipú, así como también de acceso a la avenida Lord Cochrane y Estación Mapocho, acercándolos en su paso, también al Parque O'Higgins y el barrio antiguo de Santiago Centro a través de la Avenida Matta.
Esta línea parte de la Unidad 5 del Transantiago, operada por Metbus, correspondiéndole el color turquesa a sus buses.

## Flota
El 509 opera con buses de chasis Mercedes Benz. Figura en su flota el bus rígido de chasis Mercedes Benz O-500U, de 12 metros con capacidad cercana a las 90 personas. Toda la flota de buses es carrozada por Caio Induscar, con el modelo Mondego H. Antes de la reestructuración del Transantiago solían utilizar regularmente con los buses Caio Induscar Mondego HA (articulado), aunque ahora rara vez se ve por este recorrido.

## Historia
La línea 509 fue concebida como una de las principales rutas del plan original de Transantiago, con la eliminación del recorrido 506c nace este recorrido.

## Trazado

### 509 Maipú - Mapocho
| - Comuna de Maipú - René Olivares Becerra - Hernán Olguín - Alfredo Silva Carvallo - El Olimpo - Portales - Segunda Transversal - Primo de Rivera - Las Golondrinas - Las Golondrinas Oriente - Santa Rosa - Simón Bolívar - Comuna de Cerrillos - Av. Lo Errázuriz - Comuna de Estación Central - Av. 5 de Abril - Arica - Comuna de Santiago - Av. Blanco Encalada - Plaza Ercilla - Av. Tupper - Av. Manuel Antonio Matta - Lord Cochrane - Amunategui - Gral. Mackenna - Av. Recoleta - Cardenal José María Caro | - Comuna de Santiago - Balmaceda - San Martín - San Ignacio de Loyola - Diez de Julio Huamachuco - San Ignacio de Loyola - Av. Manuel Antonio Matta - Av. Tupper - Plaza Ercilla - Av. Blanco Encalada - Comuna de Estación Central - Arica - Av. 5 de Abril - Comuna de Maipú - Santa Corina - Simón Bolivar - Santa Rosa - Las Golondrinas Poniente - Alaska - Segunda Transversal - Rafael Riesco Bernales - Américo Vespucio - Segunda Transversal - Cuatro Álamos - Portales - El Olimpo - Alfredo Silva Carvallo - Sergio Silva Acuña - Héctor Fuenzalida - Cuatro Poniente - Rene Olivares Becerra |

## Puntos de Interés
- Complejo Educacional Maipú
- Estadio Campos de Batalla
- Villa Lo Errázuriz
- Villa Francia
- Liceo politécnico Hannover
- Club Hípico de Santiago
- Parque O'Higgins
- Estación Mapocho
- Metro Parque O'Higgins
- Metro La Moneda
- Metro Puente Cal y Canto

- Datos: Q17620901